# Colonial National Invitational 1975
Il Colonial National Invitational 1975 è stato un torneo di tennis giocato sul cemento. È stata la 10ª edizione del Colonial National Invitational, che fa parte del World Championship Tennis 1975. Si è giocato a Fort Worth negli USA, dal 17 al 23 febbraio 1975.

## Campioni

### Singolare
John Alexander ha battuto in finale  Dick Stockton con il punteggio di 7–6 4–6 6–3

### Doppio
Robert Lutz /  Stan Smith hanno battuto in finale  John Alexander /  Phil Dent con il punteggio di 6(2)–7, 7–6, 6–3